# Maya Youssef
Maya Youssef (Damascus, 1984) is een Syrische muzikante en componiste gevestigd in het Verenigd Koninkrijk die de qanûn speelt. Ze won diverse prijzen en wordt geprezen voor haar virtuoze spel en vernieuwende, avontuurlijke benadering van traditionele Midden-Oosterse en Arabische muziek.

## Persoonlijk leven
Maya Youssef werd geboren in 1984 in Damascus, Syrië, in een familie van kunstenaars en schrijvers. Haar vader is schrijver en journalist, haar moeder is vertaler. Op zevenjarige leeftijd nam ze muzieklessen aan het Sulhi al-Wadi Institute of Music in Damascus. Aangemoedigd door haar moeder koos zij de viool als haar belangrijkste instrument voordat ze overstapte op de qanûn.
Op twaalfjarige leeftijd won Youssef de prijs voor beste muzikant in de nationale muziekwedstrijd voor jongeren in Syrië. Ze volgde een bacheloropleiding aan het High Institute of Music and Dramatic Arts in Damascus en specialiseerde zich daar verder in de qanûn. Tegelijkertijd studeerde ze voor een bachelor in Engelse literatuur aan de Universiteit van Damascus. In 2003 was ze een van de oprichters van de Syrian Female Oriental Band (SFOG). Ze behaalde haar bachelor muziek in 2007 na een studie bij de Syrische componist en qanûnspeler Salim Sarwa en de Azerbeidzjaanse muzikant Elmira Akhundova. Ook kreeg ze masterclasses van de Turkse qanûnspeler Göksel Baktagir.
Youssef verhuisde in 2007 naar Dubai om zich te concentreren op haar solocarrière. In 2009 kreeg ze de baan aangeboden om qanûn en Arabische muziek te doceren aan de afdeling Muziek en Musicologie van de Sultan Qaboos University, Oman. Ze woont in het Verenigd Koninkrijk sinds ze in 2012 naar Londen verhuisde in het kader van het Exceptional-Talentprogramma van de Arts Council England.

## Loopbaan
In juli 2014 speelde Youssef op de BBC Proms. 
Eind 2016 tekende ze een platencontract bij het onafhankelijke platenlabel Harmonia Mundi. Haar debuutalbum Syrian Dreams werd geproduceerd door Joe Boyd en in november 2017 uitgebracht. Youssef beschrijft het album als "een persoonlijke reis door zes jaar oorlog in Syrië".
In mei 2019 werd ze door de British Council uitgenodigd om te spelen op het European Cultural Festival in Algiers, Algerije.
Sinds 2021 is Youssef directeur van de School of Oriental and African Studies (SOAS) Middle Eastern Ensemble van de Universiteit van Londen. Haar onderzoek bij de SOAS richt zich op de vraag hoe muziek gebruikt kan worden om kinderen in Syrische vluchtelingenkampen te behandelen.
In 2022 bracht zij een nieuw album uit met de titel Finding Home. Ze omschrijft het als "een spirituele zoektocht naar wat thuis betekent".

## Erkenning en waardering
In 2018 won Youssef bij de Songlines Music Awards een Newcomer Award en een nominatie in de categorie Best Artist. Haar debuutalbum werd door de Preis der deutschen Schallplattenkritik uitgeroepen tot beste album van het kwartaal in de categorie traditionele etnische muziek. Haar album ontving positieve kritieken in The Guardian en Songlines Magazine. The Guardian noemde haar album een "often exquisite, emotional set".
Ook Youssef's album Finding Home werd positief besproken in Songlines Magazine. In september 2022 stond het op de eerste plaats in de Transglobal World Music Charts. In 2023 werd Youssef opnieuw genomineerd voor Best Artist bij de Songlines Music Awards.

## Discografie
- Syrian dreams (2017)
- Finding home (2022)